# Abietinaria crassiparia
Abietinaria crassiparia är en nässeldjursart som beskrevs av Nikolai Alexsandrovich Naumov 1960. Abietinaria crassiparia ingår i släktet Abietinaria och familjen Sertulariidae. Inga underarter finns listade i Catalogue of Life.